# August Frölich

August Frölich

August Frölich (* 31. Dezember 1877 in Sippersfeld; † 22. Januar 1966 in Weimar) war ein deutscher Politiker (SPD, später SED) und Gewerkschaftsführer. Er war von 1921 bis 1923 leitender Staatsminister (Regierungschef) des Landes Thüringen und von 1924 bis 1933 Mitglied des Reichstages. Nach 1945 setzte er sich für die Vereinigung von KPD und SPD zur SED ein und war von 1946 bis 1952 Präsident des Thüringischen Landtags.

## Leben
Der Sohn eines Kleinbauern erlernte nach dem Besuch der Volksschule von 1890 bis 1893 den Beruf eines Schlossers und Drehers in Enkenbach. Von 1893 bis 1898 ging er auf Wanderschaft durch Deutschland. 1895 trat er dem Deutschen Metallarbeiter-Verband (DMV) bei. 1898 wurde er in der Ludwig Loewe & Co. AG in Berlin zum Gewerkschaftsvertrauensmann gewählt und wirkte 1899 bis 1901 als Bezirksleiter des DMV in Berlin-Moabit. Am 1. Januar 1900 wurde er Mitglied der SPD. Von 1902 bis 1906 war er Bevollmächtigter des DMV für Braunschweig und von 1906 bis 1914 Geschäftsführer des DMV in Altenburg. Zwischen 1913 und 1918 war er Stadtverordneter der Stadt Altenburg. Von 1914 bis 1916 leistete er Kriegsdienst im Ersten Weltkrieg. Von 1916 bis 1918 war er wieder Geschäftsführer des DMV Altenburg.

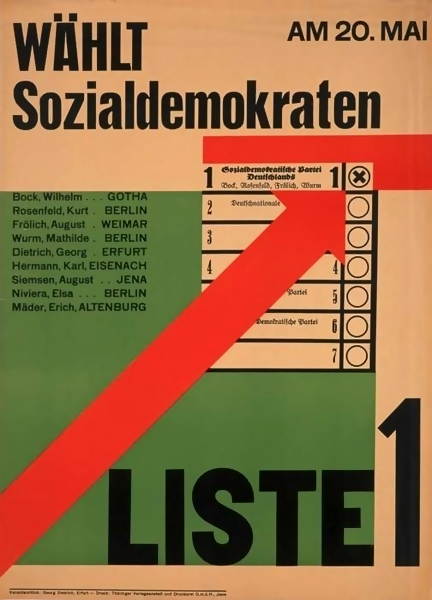
Wahlplakat der SPD 1928 mit Wilhelm Bock, Kurt Rosenfeld, August Frölich, Mathilde Wurm, Georg Dietrich, Karl Hermann, August Siemsen, Elsa Niviera, Erich Mäder

Im November 1918 stand er dem Arbeiter- und Soldatenrat in Altenburg vor und war Delegierter auf dem 1. Rätekongress in Berlin. 1919 wurde er in den Landtag des Freistaates Sachsen-Altenburg gewählt und war bis zur Eingliederung nach Thüringen 1920 dessen Staatsrat (Regierungschef). Als Mitglied des Staatsrats von Thüringen hatte er zudem maßgeblichen Anteil an der Gründung des Freistaats 1920. Vom 7. Oktober 1921 bis zum 23. Februar 1924 war Frölich als Leitender Staatsminister des Landes Thüringen an einer Koalitionsregierung mit der USPD beteiligt. Auch während einer Koalition seiner SPD mit der KPD vom 16. Oktober bis 12. November 1923 hatte er den Vorsitz der Landesregierung inne. Diese nach Sachsen zweite rot-rote Koalition (damals Arbeiterregierung genannt) auf Landesebene in einer deutschen Demokratie zerfiel aufgrund massiven Druckes der Reichsregierung (unter anderem der Einmarsch der Reichswehr in Thüringen, verbunden mit der Drohung einer „militärischen Lösung“) vorzeitig. Von 1924 bis 1933 war er als Abgeordneter des Wahlkreises Thüringen Mitglied des Reichstages.
1933 und 1938 wurde er vom NS-Regime verhaftet und befand sich jeweils mehrere Monate in „Schutzhaft“. Im August 1944 wurde er in Weimar zum dritten Mal von der Gestapo verhaftet und wegen seiner Verbindung zur Widerstandsorganisation von Theodor Neubauer und Magnus Poser zwei Monate in Berlin inhaftiert. Frölich war von den Verschwörern für den Umsturzversuch am 20. Juli 1944 als politischer Unterbeauftragter im Wehrkreis IX (Kassel) vorgesehen. Er konnte aber das Kriegsende überleben.
Ab Juli 1945 war er im Bund demokratischer Sozialisten aktiv, im Oktober desselben Jahres wurde er zum Vorsitzenden der Parteikontrollkommission der SPD Thüringen gewählt. Er setzte sich für die von der sowjetischen Besatzungsmacht erzwungene Vereinigung seiner Partei mit der KPD ein. Am 7. April 1946 leitete Frölich den Thüringer Vereinigungsparteitag von KPD und SPD zur SED in Gotha und war von 1946 bis 1952 Mitglied des Sekretariates des SED-Landesverbandes Thüringen. 1946 gehörte er der Beratenden Landesversammlung Thüringen an und war ihr Vizepräsident.
Seit dem 21. November 1946 war er bis zur Auflösung der Länder der DDR im Juli 1952 Landtagspräsident in Thüringen. In diesem Amt nahm er kommentarlos die Verhaftung des Abgeordneten Hermann Becker (LDPD) am 23. Juli 1948, immerhin den Fraktionsvorsitzenden der zweitstärksten Kraft im Landtag, hin. Er leitete die Landtagssitzungen am 10. Dezember 1948 im FDGB-Haus in Weimar, am 13. Juli 1949 im Kultursaal des VEB Zellwolle in Schwarza und am 28. Februar 1951 im Kulturhaus Bruchstedt, die bereits nur noch scheinparlamentarische, politische Mobilisierungsveranstaltungen waren. Ebenso akzeptierte er, dass der Landtag 1950 über eine Einheitsliste ohne Auswahlmöglichkeit für die Bürger „gewählt“ wurde.
Am 30. Juni 1947 wurde Frölich bei einem politischen Messer-Attentat in Weimar leicht verletzt. Die Hintergründe konnten nie aufgeklärt werden. Er nahm am II. Parteitag der SED im September 1947 teil.
Von 1948 bis 1949 war er Mitglied des Zweiten Deutschen Volksrates, vom 7. Oktober 1949 bis zum 27. September 1950 Mitglied der Provisorischen Volkskammer der DDR, von Oktober 1949 bis zu ihrer Auflösung im Dezember 1958 auch Mitglied, Alterspräsident und zeitweise Vizepräsident der Länderkammer der DDR. Nach der Auflösung der Landesparlamente im Juli 1952 war Frölich bis zu seinem Tod Abgeordneter des  Bezirkstages des Bezirkes Erfurt sowie von 1952 bis 1960 Mitglied der Bezirksleitung Erfurt der SED. Von 1953 bis 1957 war er Vorsitzender des Bezirksausschusses Erfurt der Volkssolidarität.

## Einschätzung
In seinem biographischen Handbuch bezeichnet Jochen Lengemann Frölich, der allen von 1920 bis 1952 vom Volk direkt gewählten thüringischen Landtagen angehörte, als „die Symbolfigur für den thüringischen Parlamentarismus“ der ersten Hälfte des 20. Jahrhunderts. Zu Beginn der Weimarer Zeit versuchte er eine Zusammenführung der gesamten Linken in einer Regierung. Später habe er sich zu einem „zwar kämpferischen, zugleich aber gemäßigt linken Musterparlamentarier“ entwickelt, der zur Stabilisierung des Verfassungsstaates einen Ausgleich mit den Bürgerlichen suchte, ohne jedoch die „Fäden nach ganz links“ abreißen zu lassen. Nach 1945 wurde Frölich dann laut Lengemann zu einem „Wegbereiter des kommunistisch-stalinistischen Scheinparlamentarismus in der DDR“.

## Auszeichnungen und Ehrungen
- 1952 wurde ihm die Ehrenbürgerschaft der Stadt Weimar verliehen
- 1954 Vaterländischer Verdienstorden in Silber
- 1957 Ehrentitel Held der Arbeit
- 1958 Franz-Mehring-Ehrennadel
- 1960 Orden Banner der Arbeit
- 1963 Vaterländischer Verdienstorden in Gold
- 1977 Sondermarke „August Frölich“ der Deutschen Post der DDR in der Serie Persönlichkeiten der deutschen Arbeiterbewegung

## Darstellung Frölichs in der bildenden Kunst
- Bernd Bauschke: Porträt des Vizepräsidenten der Länderkammer August Fröhlich (Tafelbild, Öl, 1953)[5]
- Hans Steger: Arbeiterveteran August Fröhlich (Porträtplastik, Bronze, um 1959)[6]
- Die Deutsche Post der DDR gab 1977 zu seinen Ehren eine Sondermarke in der Serie Persönlichkeiten der deutschen Arbeiterbewegung heraus.